# Pyronemataceae
Pyronemataceae Corda – rodzina grzybów z rzędu kustrzebkowców (Pezizales).

## Charakterystyka
Rodzina trudna do scharakteryzowania, gdyż należące do niej gatunki są bardzo zróżnicowane, zarówno morfologicznie, jak i pod względem sposobu odżywiania. Niektóre są grzybami saprotroficznymi występującymi na resztkach roślinnych i łajnie (grzyby koprofilne), inne są grzybami ektomykoryzowymi, niektóre są endofitami, niektóre występują na wypaleniskach (grzyby wypaleniskowe), a gatunki kilku rodzajów pasożytują na mszakach (grzyby mszakolubne). Barwa bardzo zróżnicowana; niektóre są jaskrawo zabarwione karotenoidami, inne o szarym zabarwieniu pozbawionych tych pigmentów. U niektórych gatunków askokarpy są gładkie, u innych pokryte włoskami u podstawy lub włoskami i szczecinkami wyrastającymi z hymenium. Większość gatunków to grzyby naziemne, ale są też grzyby podziemne. Niektóre gatunki wytwarzają sklerocja. Donoszono o anamorfach w rodzajach Actinospora, Ascorhizoctonia, Complexipes, Dichobotrys i Micronematobotrys. Anamorfa została niedawno opisana dla Octospora. U jednego rodzaju (Sphaerosporium) nie jest znana teleomorfa.

## Systematyka
Pozycja w klasyfikacji według Index Fungorum
Pyronemataceae, Pezizales, Pezizomycetidae, Pezizomycetes, Pezizomycotina, Ascomycota, Fungi.
Rodzaje
Według aktualizowanej klasyfikacji Index Fungorum bazującej na Dictionary of the Fungi do rodziny tej należą liczne rodzaje. Wśród występujących w Polsce są to m.in.:
- Aleuria Fuckel 1870 – dzieżka
- Anthracobia Boud. 1885
- Byssonectria P. Karst. 1881
- Cheilymenia Boud. 1885
- Genea Vittad. 1831 – genea
- Geopora Harkn. 1885
- Geopyxis (Pers.) Sacc. 1889 – garstnica
- Humaria Fuckel 1870
- Hydnocystis Tul. & C. Tul. 1845
- Lamprospora De Not. 1863 – gniazdówka
- Melastiza Boud. 1885 – czarnorzęska
- Neottiella (Cooke) Sacc. 1889
- Octospora Hedw. 1789
- Pyronema Carus 1834
- Scutellinia (Cooke) Lambotte 1887 – włośniczka
- Sowerbyella Nannf. 1938 – czarkówka
- Tricharina Eckblad 1968
- Trichophaea Boud. 1885

Wykaz rodzajów i polskie nazwy według M.A. Chmiel i in.